# Dorycnopsis gerardii
Dorycnopsis gerardii är en ärtväxtart som först beskrevs av Carl von Linné, och fick sitt nu gällande namn av Pierre Edmond Boissier. Dorycnopsis gerardii ingår i släktet Dorycnopsis och familjen ärtväxter. Inga underarter finns listade i Catalogue of Life.